# Большая Екатерининская улица
Большая Екатерининская улица — улица в Центральном административном округе города Москвы на территории Мещанского района.

## История
Улица названа в конце XIX:41 или начале XX века по находившемуся на ней Екатерининскому институту благородных девиц (Училищу ордена Святой Екатерины). В настоящее время в его здании располагается Центральный дом Российской армии).

## Расположение улицы и объектов
Протяженность улицы около 400 метров. Улица начинается от Олимпийского проспекта, делает поворот почти под прямым углом и снова выходит на Олимпийский проспект. На Большой Екатерининской улице располагается дом с номером 27, в котором находится дирекция Екатерининского парка  Москвы, также несколько вспомогательных строений с адресом дом 27 строения 1 — 6. С западной стороны к улице прилегает Екатерининский парк, с восточной — Олимпийский проспект.